# سلده
سلده (seldeh) نام قدیمی شهر نور در مازندران می‌باشد.
معنی لغوی آن شامل واژه‌های سل و ده‌است.
سل در زبان قدیم مازندران و پهلوی به معنی نی یا نیزه می‌باشد و ده به معنی روستا و در کل به معنی روستایی که سقف خانه‌هایش از جنس نی می‌باشد.
در نزدیکی آن روستای المده قرار داشته (الم به معنی ساقه برنج یا ارزن) که سقف خانه‌ها از جنس ساقه غلات بوده.